# Зоологический музей ТНУ
Зоологический музей ТНУ или Зоологический музей имени М. И. Глобенко (укр. Зоологічний музей ТНУ) — действующий музей при Таврическом национальном университете имени В. И. Вернадского. Расположен в здании университета на проспекте Вернадского в Симферополе. Свою историю музей ведёт с 1965 года.

## История
Зоологический музей при Крымском педагогическом институте был открыт в 1965 году по инициативе заведующего кафедры зоологии и декана естественного факультета Семёна Людвиговича Делямуре. Первым заведующим музея стала Мария Исидоровна Глобенко, остававшаяся на этой должности до 2007 года.
Поскольку музей являлся структурной единицей кафедры зоологии, то наполнением его экспозиций занимались сотрудники кафедры. Разнообразный гельминтологический материал для музея был получен в ходе антарктических экспедиций Александра Скрябина (1963/64, 1965/66) и Михаила Юрахно (1986/87). Кроме того, наполнению музейной коллекции способствовали сотрудники Симферопольского и Ялтинского зоопарков (на тот момент зооуголков), передававшие погибших животных.
Первоначально музей располагался в здании бывшего дома губернатора на улице Ленина, принадлежавшего пединституту, где в одной из аудиторий размещалась застеклённая витрина с экспонатами. В 1965 году музей переехал в новый корпус института на проспекте Вернадского, где ему было выделено небольшое помещение. С 1975 года музей располагается в корпусе «Б» СГУ.
В 2003 году была проведена реконструкция отдела позвоночных животных, а в 2012 году — отдела беспозвоночных животных. В 2009 году музей занял третье место на Первом Всеукраинском конкурсе на лучший общественный музей в номинации «Лучшая просветительская деятельность».
После аннексии Крыма Россией и создания Крымского федерального университета музей фактически стал структурным подразделением Таврической академии КФУ. В связи с 50-летием в 2015 году музею было присвоено имя Марии Глобенко.

## Коллекция музея
Фонд музея, по состоянию на 2012 год, состоял из более чем 3700 экспонатов. Экспозиция музея включала два зала — позвоночных и беспозвоночных животных. Материалы коллекции сгруппированы в художественные диорамы — Арктики, Антарктики, Командорских островов, африканской саванны, тропических островов и крымского природного заповедника. Среди экспонатов — нижняя челюсть кашалота, череп косатки, тазовые кости, позвонок и ребро финвала, южный морской котик, пингвины, альбатросы, рыба-удильщик, рыба-прилипало и раковины моллюсков.
По состоянию на 2014 год в музее хранилась коллекция порядка 1000 различных видов пауков общей численностью около 100 тысяч экземпляров. Данная коллекция являлась крупнейшей на Украине и одной из самых больших на территории постсоветского пространства. В 2013 году депутат крымского парламента Александр Мельник подарил музею чучело акулы-молота, которую он двумя годами ранее поймал у берегов Флориды. В ноябре 2014 года дочь Владимира Дмитриева передала в дар музею коллекцию из 5 тысяч бабочек, собранную её отцом.
Чучела животных для музея изготавливаются в таксидермической лаборатории, работающей при музее

## Руководители
- Глобенко Мария Исидоровна (1965—2007)[1]
- Грищенко Ирина Николаевна (2007—н. в.)[1]